# Bob Pop

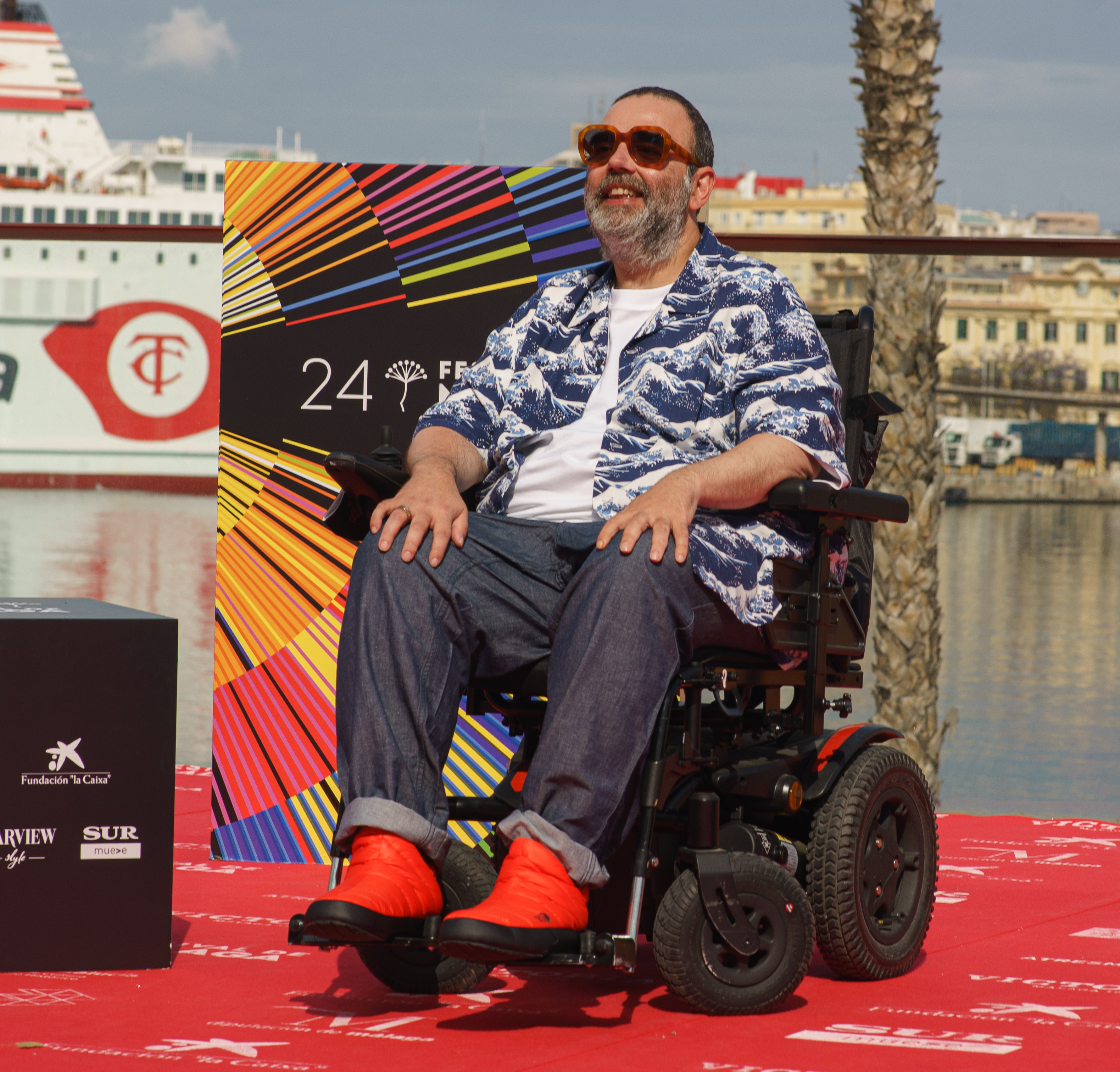
Presentación de la serie Maricón perdido en el Festival de Cine de Málaga, 2021.

Roberto Enríquez Higueras (Madrid, 7 de octubre de 1971), más conocido como Bob Pop, es un crítico de televisión, experto en moda, columnista, escritor, pensador, mago, bloguero, actor, guionista y colaborador de televisión, especialmente destacado por su participación en el programa Late Motiv. En marzo de 2019 reveló que padecía esclerosis múltiple. En 2021 crea, escribe y protagoniza la serie Maricón perdido, emitida en TNT España.

## Trayectoria
Su carrera empezó en una empresa privada y se inició en el mundo de los medios de comunicación con el blog Qué trabajo nos manda el señor (activo hasta 2013) donde Roberto Enríquez comenzó a construir su personaje.  En octubre de 2009 fue el autor de uno de los primeros blogs que tuvo el diario 20 minutos, donde expresaba su opinión sobre temas televisivos y blogueaba en directo Eurovision y Operación Triunfo.
En 2010 se convirtió en autor de una página diaria en Público, pero con el cierre de la edición en papel, Roberto fue uno de los despedidos a través de un ERE. En diciembre del 2012 se inició como columnista en La Marea.
En noviembre del 2012 inició el blog: tv/La batalla final, en elDiario.es. Un año más tarde se une a la revista Mongolia como colaborador. También colaboró con Gemma Nierga en ‘Hoy por Hoy’, de la cadena SER.
En cuanto al entorno televisivo, comenzó trabajando con Anne Igartiburu en +Gente, cuya experiencia fue bastante efímera.
A finales de 2013 Enríquez adquiere popularidad gracias a su trabajo en ‘En el aire’, el late night show liderado por Andreu Buenafuente. En este programa es el tuitero de guardia, quien desde una cabina en el plató interactúa con los espectadores a través de las redes sociales, integrándolos en el espectáculo.
En 2021 crea su primera ficción televisiva, la cual también escribe y protagoniza. La serie, titulada Maricón perdido, trata sobre su vida y está protagoniza por Gabriel Sánchez y Carlos González en las diferentes etapas vitales de Bob Pop, y se estrenó el 18 de junio de 2021 en TNT España y la plataforma Movistar+.

## Escritor
Roberto publica su primera novela en marzo del 2010 a través de la editorial Caballo de Troya. Mansos es una historia autobiográfica sobre una noche de pesadilla y violencia, donde su protagonista, después de una noche de mucho alcohol, conoce a Darío, con el cual tendrá relaciones sexuales a cambio de dinero en una sauna de «ambiente», pero en el momento en que decide marcharse descubre que alguien ha metido su bolso en una de las taquillas. Mientras espera al dueño de esa taquilla crece la tensión entre personajes y el protagonista recuerda dolorosas experiencias que lo angustian.
En 2014 publicó su tercer libro Cuando haces Bob ya no hay stop: Los grandes enfados que han cambiado el mundo y las enseñanzas que podemos obtener.

## Vida personal
Bob Pop es abiertamente homosexual y está casado desde 2007.
En 2019 reveló padecer esclerosis múltiple durante su sección del programa televisivo Late Motiv (de Andreu Buenafuente).

## Reconocimientos
El día 28 de junio de 2021, Día Internacional del Orgullo LGBTI, le fue entregado el Reconocimiento Arcoíris, otorgado por el Ministerio de Igualdad de España y la Dirección General de Diversidad Sexual y Derechos LGTBI, en reconocimiento a la visibilidad LGTBI en el mundo de la comunicación.

## Trabajos

### Programas de televisión
| Año         | Programa              | Canal       | Función |
| ----------- | --------------------- | ----------- | --- |
| 2010        | +Gente                | La 1        | Colaborador                                                                                                 |
| 2013 - 2014 | En el aire            | laSexta     | Colaborador                                                                                                 |
| 2016 - 2021 | Late motiv            | #0          | Subdirector y colaborador semanal Codirector de los especiales Late Motiv en Lesbos, Mánchester y Barcelona |
| 2024        | Bob in translation    | TV3         | Protagonista                                                                                                |
| 2024-2025   | 59 segundos           | La 1 y La 2 | Colaborador                                                                                                 |
| 2025        | La familia de la tele | La 1        | Colaborador                                                                                                 |

### Series de televisión
| Año  | Serie           | Canal      | Personaje            | Notas                         |
| ---- | --------------- | ---------- | -------------------- | ----------------------------- |
| 2019 | Foodie Love     | HBO España | Chico que come ramen | 1 episodio                    |
| 2021 | Maricón perdido | TNT España | Él mismo             | Protagonista, también creador |

### Publicaciones en prensa
| Año             | Publicación | Función                                                |
| --------------- | ----------- | ------------------------------------------------------ |
| 2005 - 2009     | 20 Minutos  | Blog de Crítica de TV: Bob Pop                         |
| 2007 - 2010     | Vogue       | Blog de tendencias: Con V de Vogue y B de Barcelona    |
| 2010            | Vanity Fair | Colaborador                                            |
| 2007 - 2012     | Público     | Columnista diario                                      |
| 2012 - 2013     | Lecturas    | Colaborador semanal Responsable de la edición en línea |
| 2012 - presente | La Marea    | Columnista de guardia                                  |
| 2012 - 2013     | elDiario.es | Columnista                                             |
| 2013 - presente | Mongolia    | Redactor                                               |

### Programas radiofónicos
| Año             | Programa          | Emisora    | Función                                                 |
| --------------- | ----------------- | ---------- | ------------------------------------------------------- |
| 2009 - 2012     | Extraradi         | COM Radio  | Colaborador del programa conducido por Olga Vallejo     |
| 2012 - 2013     | Hoy por Hoy       | Cadena SER | Colaborador del programa conducido por Gemma Nierga     |
| 2016 - 2019     | A vivir Madrid    | Cadena SER | Colaborador con Puri Beltrán en Consultorio Literario   |
| 2018 - 2019     | La lengua moderna | Cadena SER | Colaborador                                             |
| 2018 - 2019     | La SuperBobPop    | RAC1       | Sección en el programa Islàndia conducido por Albert Om |
| 2019 - 2020     | Si sí o si no     | Cadena SER | Copresentador                                           |
| 2021 - presente | Hoy por Hoy       | Cadena SER | Colaborador del programa conducido por Angels Barceló   |

## Obras publicadas
- Enríquez, Roberto; Legido, Toya (1998). De cuerpo presente. Ediciones La Uña Rota. p. 24. ISBN 978-84-922228-8-9.
- Enríquez, Roberto (2010). Mansos. Editorial Caballo de Troya. p. 128. ISBN 978-84-96594-42-5.
- Enríquez, Roberto (2014). Cuando haces Bob ya no hay stop. Ediciones Martínez Roca. p. 224. ISBN 978-84-99983-96-7.
- Enríquez, Roberto (2017). Días Ajenos: Primavera · Verano. Somos Libros. p. 240. ISBN 978-84-12011-56-2.
- Enríquez, Roberto (2018). Un miércoles de enero. Turner. p. 96. ISBN 978-84-17141-64-6.
- Enríquez, Roberto (2019). Días Ajenos: Otoño · Invierno. Somos Libros. p. 320. ISBN 978-84-12011-54-8.
- Enríquez, Roberto (2021). Mansos. Alfaguara. p. 128. ISBN 978-84-204-5476-4.
- Enríquez, Roberto (2023). Días simétricos. Alfaguara. p. 392. ISBN 978-84-204-5542-6.